# Stanisław Nędza-Kubiniec

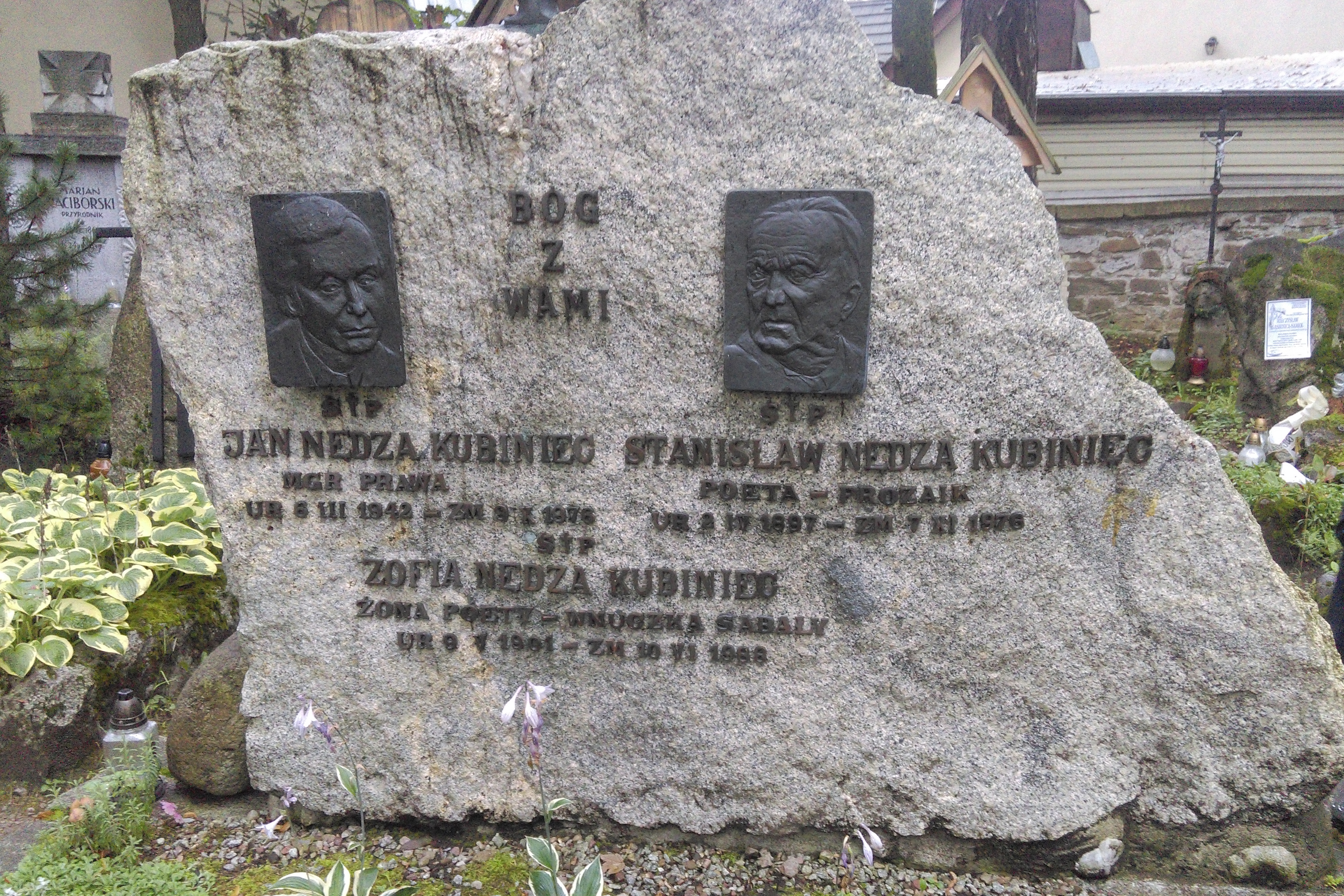
Nagrobek Stanisława Nędzy-Kubińca na Pęksowym Brzyzku w Zakopanem

Stanisław Nędza-Kubiniec (ur. 2 kwietnia 1897 w Kościelisku k. Zakopanego, zm. 7 listopada 1976 w Zakopanem) – polski rolnik, cieśla, poeta i prozaik.

## Życiorys
Urodził się w rodzinie Stanisława i Zofii. Po matce prawnuk Sabały. Ukończył szkołę ludową. Debiutował jako poeta w 1912 roku na łamach czasopisma „Cepy”.
Po wybuchu I wojny światowej ochotniczo zgłosił się do Legionów Polskich (nieprzyjęty z powodu młodego wieku i złego stanu zdrowia). Służąc od 1915 w armii austriackiej dostał się do niewoli rosyjskiej. Jako jeniec pracował na Ukrainie i Syberii. W latach 1917–1918 walczył w rewolucji bolszewickiej w polskich czerwonych oddziałach, za co (po nielegalnym powrocie do Polski) był skazany na pół roku twierdzy wojskowej w Przemyślu.
W latach 1918–1920 służył w Wojsku Polskim. Brał udział w wojnie polsko-bolszewickiej, w 2 pułku strzelców podhalańskich, dostał się pod Kijowem do radzieckiej niewoli, w której przebywał do 1922.
Od 1923 działał w PSL „Piast”, następnie Stronnictwie Ludowym oraz ZMW RP „Wici” w powiecie Nowy Targ. Był wieloletnim radnym, a w latach 1930–1935 dwukrotnie wybrany wójtem gminy Kościelisko.
W okresie okupacji niemieckiej działał w ZWZ następnie w BCh.
Po 1945 sekretarz Powiatowego Zarządu SL w Nowym Targu, od 1957 prezes Rady Nadzorczej Okręgowej Spółdzielni Mleczarskiej w Zakopanem.
Był działaczem Związku Podhalan, a także redaktorem „Gazety Podhalańskiej” (1946–1947). W 1957 otrzymał nagrodę literacką Zakopanego. W latach 1957–1959 był redaktorem dodatku (działu) „Wieści z Gór” tygodnika „Wieści”.
W latach 1957–1961 z ramienia Zjednoczonego Stronnictwa Ludowego sprawował mandat posła na Sejm PRL II kadencji.
Był mężem Zofii z Krzeptowskich (1901–1988), ojcem Jana (1942–1976).
Pochowany na Cmentarzu Zasłużonych na Pęksowym Brzyzku w Zakopanem (kwatera P-II-22, 23 i 24).
Główna ulica wsi Kościelisko nosi jego imię.

## Twórczość
- Na nową pérć[5]
- Janosik
- Na Czorsztyńskim Zamku
- Sabałowe czasy
- Posiady na Groniku
- Mity halne
- Uroczysko
- Poezje wybrane

## Ordery i odznaczenia
- Order Sztandaru Pracy II klasy
- Krzyż Komandorski Orderu Odrodzenia Polski
- Krzyż Kawalerski Orderu Odrodzenia Polski
- Złoty Krzyż Zasługi (12 czerwca 1946)[6]

## Nagrody
- Nagroda Ministra Kultury i Sztuki za twórczość poetycką (1945)[7]
- Nagroda miasta Zakopanego (1957)
- Nagroda Wojewódzkiej Rady Narodowej w Krakowie (1972)